# Leopoldo Alas
Leopoldo Alas (pseudonimo di Leopoldo Enrique García Alas y Ureña, detto anche Clarín) (Zamora, 25 aprile 1852 – Oviedo, 13 giugno 1901) è stato un romanziere, drammaturgo, critico letterario e docente universitario spagnolo.

## Biografia
Nacque il 25 aprile 1852 a Zamora nella regione di Castiglia e León, dove si era trasferita la sua famiglia da Oviedo. Il padre, Jenaro García Alas, era governatore della città.
In casa si parlava continuamente del Principato delle Asturie e sua madre, con una certa nostalgia, narrava racconti di quella terra. Questo ambiente influì in grande misura sullo spirito del bambino che da sempre si sentì più asturiano che castigliano (arrivò persino a dire "Me nacieron en Zamora"), anche se in tutta la sua vita conservò un certo affetto per le terre che lo videro nascere.
A sette anni iniziò gli studi nel collegio dei gesuiti della città di León, all'Hostal San Marcos de León, quello che oggi è il parador de turismo. Fin dall'inizio seppe adattarsi alle regole e alla disciplina del centro ed in pochi mesi era già considerato un alunno modello. I suoi compagni lo avevano soprannominato el Gobernador (il governatore), alludendo alla carica ricoperta da suo padre.
Nell'estate del 1859 tutta la famiglia tornò nelle Asturie. Leopoldo scoprì con i propri occhi la geografia asturiana di cui tanto aveva sentito parlare dalla madre. Durante gli anni seguenti entrerà in contatto con gli autori che diventeranno suoi maestri, leggendo le loro opere nella vecchia biblioteca di famiglia: Miguel de Cervantes e Fray Luis de León.
Il 4 ottobre 1863, all'età di undici anni, entra all'Università di Oviedo, per quelli che vengono chiamati studi preparatori, studiando latino, aritmetica e dottrina cristiana. Durante il corso diventa buon amico di Armando Palacio Valdés, Tomás Tuero (che fu anche scrittore, traduttore e critico letterario) e Pío Rubín.

### Liceo ed università
Dal 1864 al 1869 studiò al liceo della città di Oviedo. L'8 maggio raggiunse il grado di bachiller en Artes, all'età di diciassette anni. Il 21 ottobre 1869 venne emesso un decreto che dichiarava l'insegnamento libero, che servì a Clarín per laurearsi in diritto in soli due anni. Nel giugno del 1871 ottenne la laurea in diritto civile e diritto canonico. In questi anni si svegliò anche la sua passione per il giornalismo. Iniziò in un periodico artigianale, intitolato Juan Ruiz, il cui direttore e redattore fu proprio Leopoldo. Il periodico ebbe molto successo soprattutto tra gli studenti.

### Arrivo a Madrid
Dopo gli studi all'università si trasferì a Madrid per il dottorato, prendendo alloggio in una locanda nella calle de Capellanes. Lì incontrò i suoi amici di Oviedo, Tuero, Palacio Valdés e Rubín. Il gruppo venne subito conosciuto come “quelli di Oviedo”. I primi tempi nella capitale non furono soddisfacenti per Leopoldo, ancora abituato alla terra asturiana.
Anni addietro era entrata in Spagna la teoria del "krausismo", portata dal giurista e filosofo spagnolo Julián Sanz del Río, che era stato discepolo di Karl Krause in Germania. Sanz del Río fu professore di filosofia del diritto ed influenzò i suoi alunni, i quali applicarono il krausismo mettendo in marcia un movimento ideologico intellettuale che culminò con una grande riforma dell'educazione libera e con la creazione nel 1876 della Institución Libre de Enseñanza (ILE), non solo in Spagna ma anche in America Latina. Fu tra i professori espulsi dall'Università Centrale di Madrid nel 1875 su richiesta di Alfonso XII e di alcuni ministri, che consideravano la dottrina come pericolosa per la stabilità del restaurato regime borbonico. Questo fatto causò una grande agitazione tra i giovani discepoli di Sanz del Río, che continuarono a trasmettere i suoi principi pedagogici ai loro alunni tramite la ILE. Krausisti furono Joaquín Costa, Francisco Pi i Margall, Nicolás Salmerón, Rafael María de Labra, Emilio Castelar, Adolfo Camus e molti altri che costituivano allora in Spagna la "intellighenzia" repubblicana progressista di matrice liberale. Furono proprio le lezioni di Camus e Salmerón che fecero nascere poco a poco a Leopoldo i dubbi sulla religione e lo scetticismo filosofico.
“Quelli di Oviedo” si riunivano nella Cervecería Inglesa di Madrid e gradualmente il gruppo fu incrementato da giovani intellettuali appassionati dalla libertà e dalle nuove idee. Uno di questi fu Leopoldo Cano, futuro scrittore ed autore di "La Pasionaria".

### El Solfeo
Nel dicembre 1874 termina la Prima repubblica spagnola con la caduta di Emilio Castelar grazie al golpe di Manuel Pavía. Poco dopo il colpo di Stato, Martinez Campos inizierà la restaurazione monarchica nella figura di Alfonso XII, figlio della detronizzata Isabella II.
Nel marzo del 1875, Antonio Sánchez Pérez fondò un periodico chiamato El Solfeo. Il 5 luglio entrarono a far parte della redazione alcuni giovani, tra i quali Leopoldo Alas. Il periodico fu totalmente ignorato dalla gente e nemmeno i cronisti lo nominarono. Il direttore volle che i suoi collaboratori prendessero come soprannome il nome di uno strumento musicale e per questo Leopoldo scelse il clarino (in spagnolo clarín) e da quel momento firmò così tutti gli articoli. Il 2 ottobre 1875 usò per la prima il nuovo pseudonimo per firmare le critiche ironiche verso la classe politica.
Clarín inizia a godere di popolarità, ma ottiene anche molti nemici. Ogni articolo diventa un nuovo scandalo, criticato o lodato nelle conversazioni alla Cervecería Inglesa o dell'Ateneo della calle de Arenal. Clarín comunque continua con il suo stile.
Insieme all'attività letteraria, prosegue con gli studi, preparando il dottorato.

### Revista de Asturias
Oltre al giornalismo, Clarín sente la necessità di coltivare altri generi letterari. Félix Aramburu, amico di Leopoldo era il direttore ed editore di una rivista chiamata Revista de Asturias con sede ad Oviedo. L'amico non solo lo indusse a scrivere narrazioni, ma anche gli offrì un posto in redazione. Durante l'estate del 1876 Clarín scrive i suoi primi racconti ed alcune poesie, che nei mesi seguenti vengono pubblicati. Grazie a questa collaborazione lo scrittore iniziò a farsi conoscere ad un pubblico più ampio.

### Dottorato e cattedra
Il 1º luglio 1878 ottenne il titolo di dottore in diritto civile e canonico. Presentò la sua tesi di laurea sul tema “Il diritto e la moralità”, dedicata a Francisco Giner de los Ríos, suo amico e discepolo. La tesi è il primo libro di Leopoldo e l'unico in cui non appare lo pseudonimo Clarín.
Dopo delle lunghe vacanze nelle terre di Guimerán, Alas ritorna a Madrid per preparare brevemente la sua presentazione al fine di ottenere la cattedra vacante di economia politica e statistica all'Università di Salamanca. Ottenne poi il primo posto nella terna dei candidati. La notizia venne diffusa dai giornali di Madrid e anche dalla Revista de Asturias. In quegli anni era però ministro della pubblica istruzione il Conte di Toreno Queipo de Llano e la scelta definitiva per l'assegnazione del posto spettava proprio a lui. Il conte era stato più volte bersaglio della satira di Clarín su El Solfeo, pertanto decise di assegnare il posto al secondo candidato, il signor Mantecón. Alas scrisse allora una lettera aperta di protesta al ministro. Quattro anni più tardi, la "Revista de Legislación y Jurisprudencia" pubblicò con tutti gli onori il lavoro presentato da Clarín durante la competizione per la cattedra, con il titolo "Programa analítico de Economía política y Estadística".
Il 1882 fu un anno fortunato. Il 12 luglio poté leggere nella Gaceta Oficial la sua nomina per la cattedra di economia politica e statistica concessagli dall'Università di Saragozza ed il 29 agosto si sposò con Onofre García Argüelles. L'anno seguente ritornò ad Oviedo come professore di diritto romano e più tardi occupò anche la cattedra di diritto naturale all'Università di Oviedo.

### Clarín professore
Si diceva che per conoscere davvero Clarín era necessario assistere ad una sua lezione di diritto naturale. Le sue lezioni iniziavano con un precetto di Giustiniano e continuavano con citazioni da Don Chisciotte o di Santa Teresa d'Avila, per terminare con Tolstoj, Ernest Renan o San Francesco d'Assisi. Molti dei suoi alunni non riuscivano a comprendere il suo sistema di insegnare e lo temevano per la sua severità. Lui si considerava un uomo nervoso e miope che insegnava all'università e giocava a carte la sera. La società lo considerava invece un ateo liberale.

### Attività letteraria
Durante i momenti liberi lasciatigli dall'impiego all'Università, Clarín scriveva articoli per i periodici El Globo, La Ilustración e Madrid Cómico. I suoi scritti satirici e mordaci gli procureranno qualche nemico addizionale.
Nel 1881 venne pubblicato il libro Solos de Clarín che raccoglieva gli articoli di critica letteraria. Il prologo è di José Echegaray. Lo stesso anno, nel mese di ottobre, pubblicò ne La Ilustración Gallega y Asturiana un articolo intitolato «La Universidad de Oviedo» nel quale elogia il corpo insegnante rinnovato e formato tra gli altri dai professori Buylla, Aramburu, Díaz Ordóñez.
All'età di 31 anni, Leopoldo scrive la sua opera principale La Regenta. Nel 1886 viene pubblicato il suo primo libro di racconti con il titolo Pipá. Nel 1889 finisce un saggio biografico su Galdós, inserito in una serie intitolata "Celebridades españolas contemporáneas". Alla fine di giugno 1891 l'editore Fernando Fe porta alla luce il secondo romanzo di Clarín: Su único hijo.
Nel 1892 Clarín attraversa una crisi religiosa e di personalità nella quale, secondo le sue parole, cerca di incontrare il suo “io” e Dio. Poco dopo riprende questa crisi nel racconto Cambio de Luz, il cui protagonista Jorge Arial rappresenta l'autore e le sue preoccupazioni ed i suoi dubbi religiosi.
Nel 1894 si risvegliò la sua passione per il teatro grazie all'influenza dei suoi amici, l'attrice María Guerrero e il drammaturgo Echegaray. La sua prima opera teatrale Teresa (saggio drammatico in un atto e in prosa) è una pagina reale della sua vita. I critici argomentarono che l'opera aveva tutti i difetti imputabili ad uno scrittore novellino e mancava di architettura scenica.
Durante gli ultimi anni della sua vita, Clarín ricevette una grande quantità di offerte per collaborazioni, così come richieste di autorizzazione per tradurre le sue opere nelle nuove edizioni. Nel 1900 la Casa Editorial Maucci di Barcellona lo incaricò di tradurre il romanzo Lavoro di Émile Zola. La paga è buona e Clarín pensa che tradurre sia molto meno impegnativo che scrivere, quindi decise di accettare. La tecniche e le parole difficili dello scrittore francese, unite al perfezionismo di Leopoldo, però, fanno sì che il lavoro si allunghi di mesi, minando la già cagionevole salute dello scrittore. Traduce giorno e notte per finire entro la data stabilita con l'editore.

### Malattia e morte
Durante i primi mesi del 1901 Clarín è ormai esausto. A maggio fece un viaggio fino a León, invitato dal cugino, per festeggiare la ricostruzione della cattedrale. In quella città rivisse l'infanzia e fu festeggiato da molte importanti personalità.
Una volta tornato a Oviedo, sentì che il suo male peggiorava nuovamente. Era sempre accompagnato dal nipote Alfredo Martínez, medico, il quale gli diagnosticò una tubercolosi intestinale all'ultimo stadio, male incurabile a quell'epoca.
Il 13 giugno 1901, alle sette della mattina, morì, all'età di quarantanove anni. La camera ardente fu allestita nel chiostro dell'Università. Il giorno seguente fu seppellito nel cimitero di El Salvador.

## Opere

### Saggi
- Solos de Clarín (1881)
- La literatura en 1881 (1882)
- Sermón perdido (1885)
- Nueva campaña (1887)
- Ensayos y revistas (1892)
- Palique (1894)

### Romanzi
- La Regenta (1884-85)
- Su único hijo (1890)

### Racconti
Era un grande estimatore dei romanzi brevi e dei racconti, forme che si svilupparono nella letteratura europea a partire dalla metà del XIX secolo. Tra le opere più famose di Clarín si possono segnalare cronologicamente i romanzi brevi Pipá, soprattutto Doña Berta, una delle più apprezzate e oggetto di un accurato lavoro di ricerca da parte del linguista torinese Diego Turco, Cuervo, Superchería, i racconti El Señor y lo demás son cuentos, Cuentos Morales, El gallo de Sócrates, obra póstuma, y Doctor Sutilis.
- Boroña
- Cuentos morales
- Cuervo
- De la Comisión
- Doble vía
- Doctor Angelicus
- Don Paco del empaque
- Doña Berta
- El Señor y lo demás son cuentos
- El doctor Pértinax
- El libro y la viuda
- El oso mayor
- El sombrero del cura
- Medalla—de perro chico
- Pipá
- Speraindeo
- Superchería
- Tambor y gaita
- Un candidato
- Un repatriado